# ヨーロッパのシンボル
| シンボル         | シンボル | EU | CoE |
| ---------------- | -------- | -- | --- |
| 旗               |          |    |     |
| 歌               |          |    |     |
| 標語             |          |    |     |
| ヨーロッパ・デー | 5月9日   |    |     |
| ヨーロッパ・デー | 5月5日   |    |     |
| 通貨             |          |    |     |

ヨーロッパのシンボルは、ヨーロッパ全体または欧州連合を地域における統合体として象徴する物や概念。過去にいくつものヨーロッパのシンボルが考案されているが、中でもよく知られているのは1950年代から1960年代に欧州評議会が採択したものである。欧州評議会が採択したシンボルはヨーロッパを全体として表そうとすることが狙いとなっていたが、欧州連合も同じものをヨーロッパのシンボルを採択したことにより、それらのシンボルは欧州連合のみを表すものとして認識されるようになった。また汎ヨーロッパ・アイデンティティの動きから、欧州連合は自身におけ統合にあたって独自のシンボルを作成してきた。

## 人物

### カール大帝

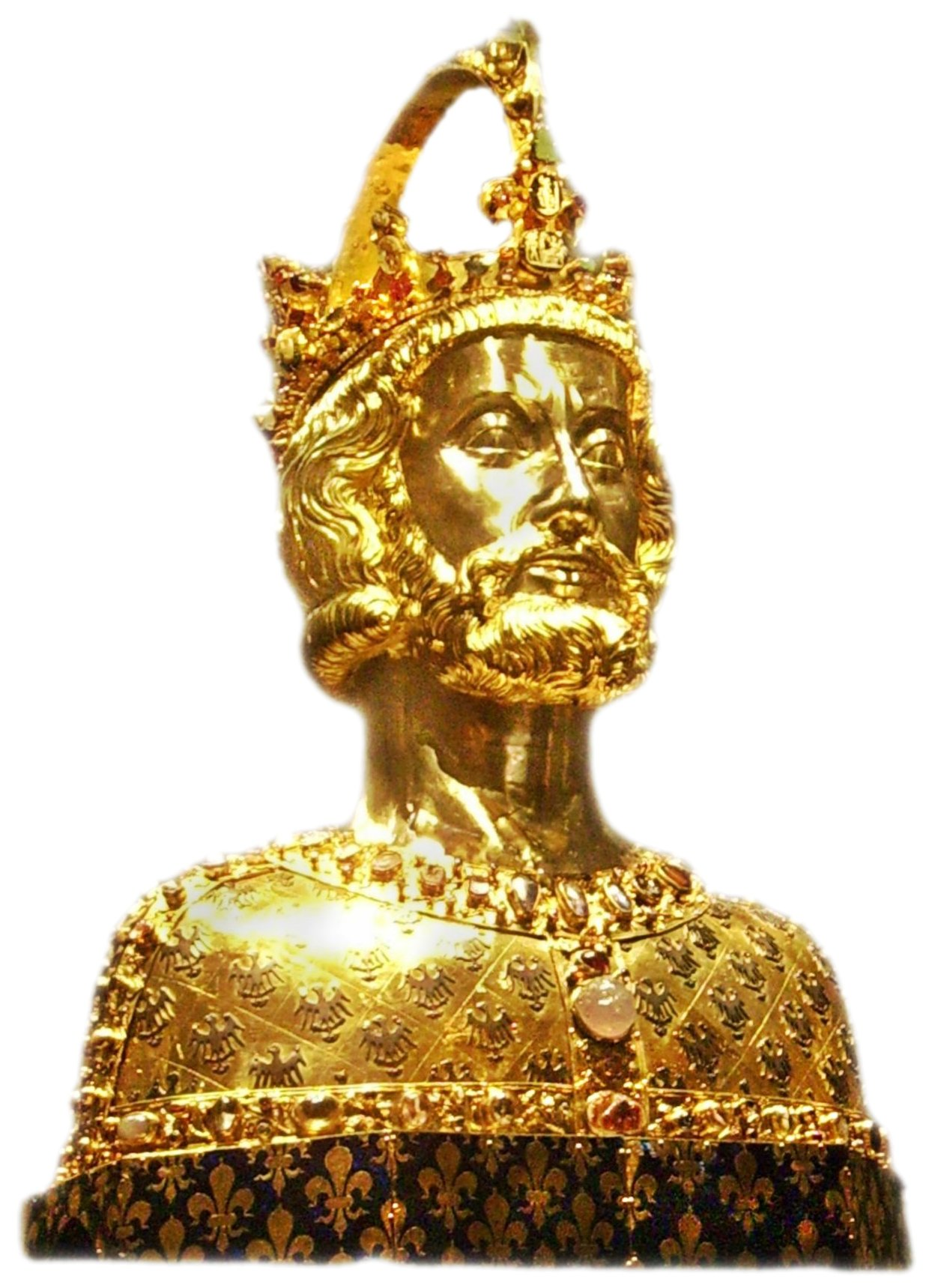
カール大帝の金色の胸像 (アーヘン大聖堂所蔵)

カール大帝(742年よりフランク王国国王、神聖ローマ皇帝; 在位742年 – 814年1月28日)は今日ではフランスとドイツ両国の君主制の創立者としてだけでなく、ヨーロッパの創立者とも見なされている。彼の帝国は、ローマ帝国以来初めて西ヨーロッパの大部分を統一させ、カロリング朝ルネサンスは一般的なヨーロッパの同一性の構成に貢献した。神聖ローマ皇帝およびナポレオン・ボナパルト両者の王冠は「クラウン・オブ・シャルルマーニュ(カール大帝の王冠)」と名付けられた。ブリュッセルに位置する欧州評議会のセントラルビルは彼に倣い名づけられ、カール大帝の名は近代ヨーロッパの統合の暗示となっている。1949年以来、アーヘン市は毎年カール大帝賞を「政治、経済、そして文学における尽力により、西洋統合の理念を促進した功績に値する人物」に与えている。アルチーデ・デ・ガスペリ、ジャン・モネなどが欧州統合に最も貢献した人物として受賞しており、2002年にはユーロが受賞の対象となった。

### エウロペ

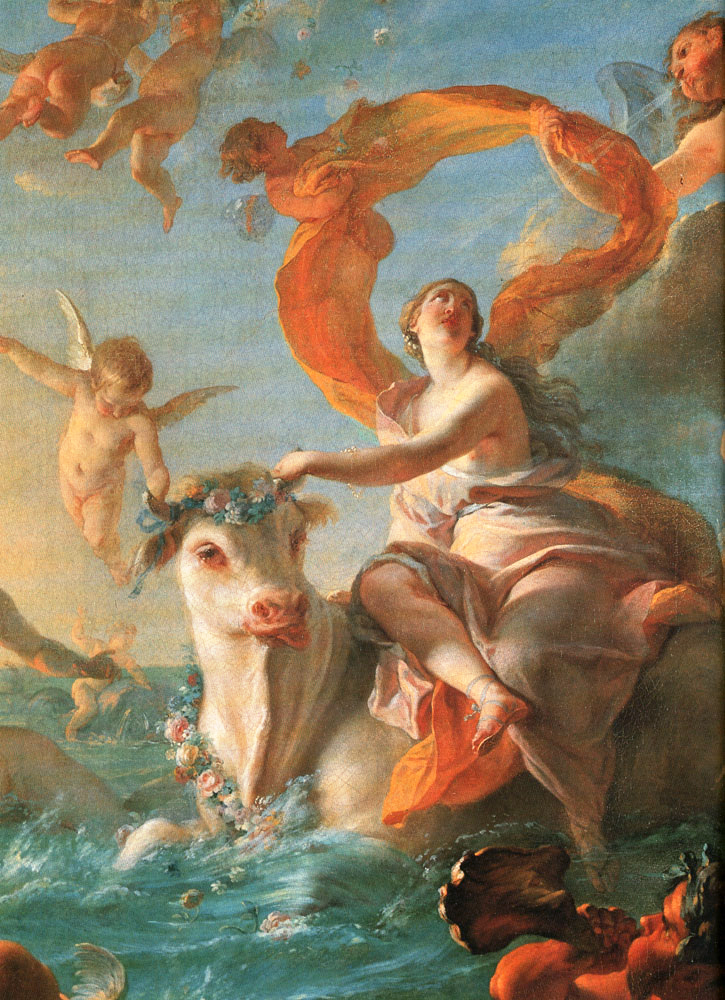
『エウロペの略奪』（ノエル＝ニコラ・コワペル、1726年ごろ）

ギリシア神話において、エウローペー（ギリシア語：Ευρώπη。以下「エウロペ」と表記）はフェニキアの王族の娘である。神話では、ゼウスはエウロペに魅了され、エウロペの気持ちを自らに向かせようとした。そこで姿を白いウシに変えてエウロペの父親が飼っていたウシの群れに紛れ込んだ。侍女たちとともに花を摘みに出ていたときに、エウロペはゼウスが化けたウシを見つけてその背に上った。ゼウスはこれを好機と見るやエウロペを背に乗せて海に向かって走り、クレタ島まで泳いでいった。ゼウスはそこで真の姿に戻り、エウロペはクレタ島の最初の女王となった。ゼウスはエウロペにヘーパイストスが作った首飾り、そしてタロス、猟犬ライラプス、なくなることのない投げ槍を贈った。その後ゼウスは星空に白いウシを形作り、それがおうし座となったとされている。
ヨーロッパ大陸がエウロペにちなんで名前がつけられたことから、エウロペが誘拐される物語は「ヨーロッパ」という名前の起源神話となっている。8世紀になるとエウロペの名前は教会においてカール大帝のカロリング帝国を指す言葉として用いられた。このことは近現代における地理上の用語としてのヨーロッパの始まりとなっている。一方で地理学上の用語としてのヨーロッパの名前はストラボンなどの古代ギリシアの地理学者によって使われている。ヨーロッパという地理学の用語はギリシア語のエウロペに由来し、ラテン語のほかにロマンス諸語、ケルト語派、ゲルマン語派、スラヴ語派、バルト語派のすべてと一部のフィン・ウゴル語派（ハンガリー語：Európa、フィンランド語：Eurooppa、エストニア語：Euroopa）に広まっていった。
「ウシの背に乗るエウロペ」はグレコ・ローマン期以降のヨーロッパ芸術においてモチーフとして頻繁に用いられる。現代において、エウロペとウシの姿はギリシャの2ユーロ硬貨に刻まれていたり、欧州連合の機関が入るビルの前に像が作られていたりしている。またエウロペの名前は欧州評議会を記念する切手にも印刷され、1956年にはその最初の切手が発行された。さらに欧州議会のポール＝アンリ・スパーク・ビルのドームにはエウロペの誘拐やそのほかのギリシア神話を描いたアリージ・サッスの巨大なモザイク画がある。エウロペはまたヨーロッパを擬人化した際にも用いられている。

### 聖ヘドヴィグ
1997年、カトリック教会は14世紀のポーランド国王ヤドヴィガを聖ヘドヴィグとして列聖し、ヨーロッパ統合の守護聖人とした。彼女の死の時より、ポーランドではヤドヴィガはヴァヴェル大聖堂にて埋葬された聖人として敬われていた。彼女は敬虔、不変性、および忠実のモデルであると考えられている。多数の物語と伝説は彼女の神への慈愛と献身について語られている。

## 旗

欧州旗
欧州評議会と欧州連合の公式の旗

欧州旗は青地に12個の金色（黄色）の星の輪を描いたものである。一般に欧州旗は欧州連合（旗として採択された1980年代は欧州共同体）のものと考えられているが、そもそも最初に欧州旗を採択したのは欧州評議会であり、1955年に作られたものである。
欧州連合と欧州評議会は異なる組織である。欧州連合は27か国が加盟するが、欧州評議会はその27か国を含め、ベラルーシ、カザフスタン、バチカンを除くすべてのヨーロッパの国47か国と5つのオブザーバ国で構成される。欧州評議会で採択されたさい、欧州旗は欧州評議会だけではなくヨーロッパ全体を表現するものとされた。欧州連合と欧州評議会がともに欧州統合を体現するものとなってからは、この両者が同じ旗を使うようになっている。

## 歌

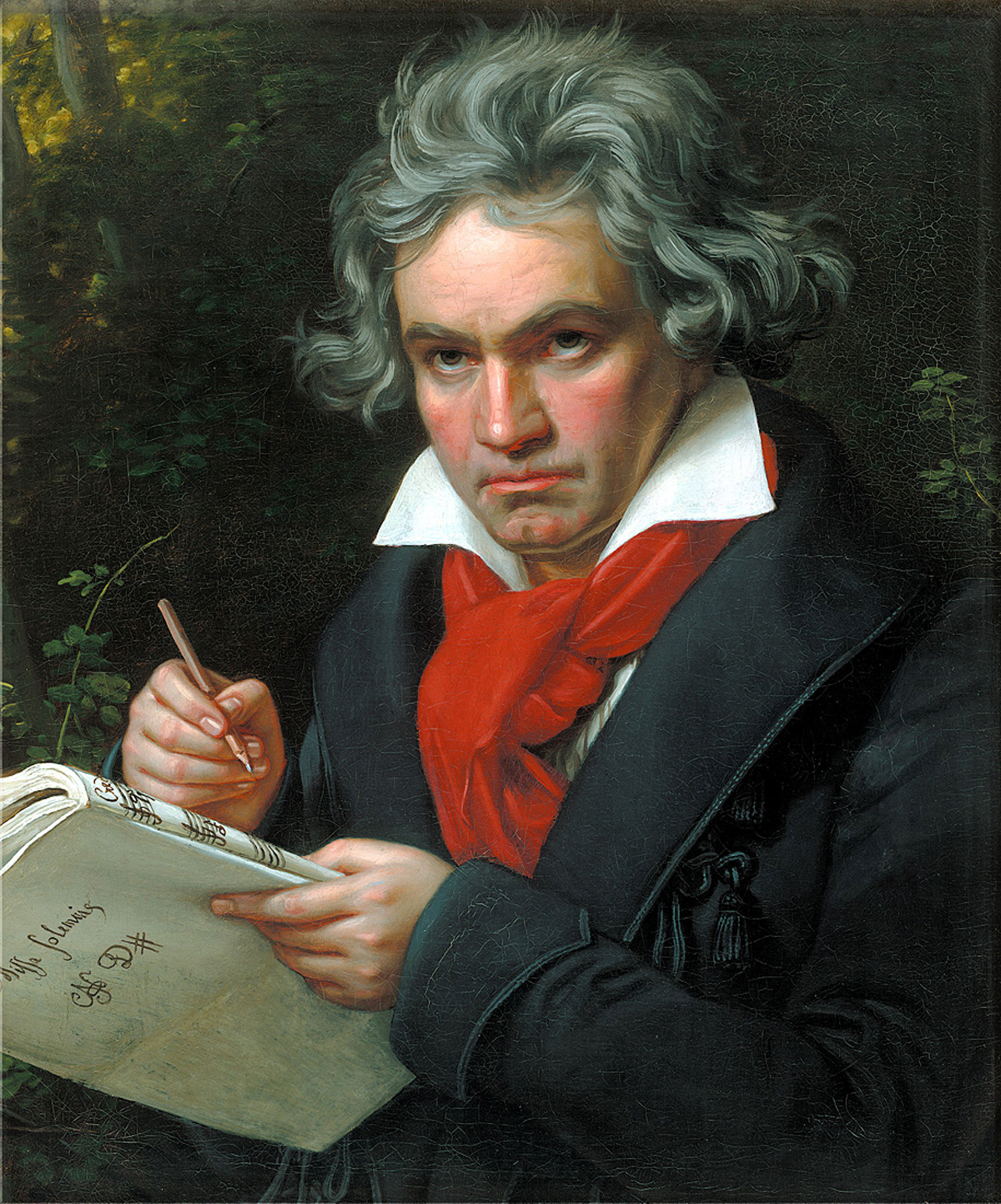
ベートーヴェンは1793年に交響曲第9番第4楽章で「歓喜の歌」を作曲した。

欧州の歌は、ルートヴィヒ・ヴァン・ベートーヴェンの交響曲第9番第4楽章「歓喜の歌」への序曲を土台にして作られている。ヨーロッパでは多くの言語が使われているため、欧州の歌は楽器による演奏だけで、原曲のドイツ語の詩は欧州の歌の正式な歌詞とはされていない。
欧州の歌は1972年1月19日に指揮者ヘルベルト・フォン・カラヤンによって編曲されたものが、欧州評議会によって発表された。欧州の歌は、1972年5月5日のヨーロッパ・デーに大々的に告知された。
1985年には欧州共同体の首脳によって、欧州共同体の歌としても採択された。ただしこれは既存の加盟国の国歌に替えるものではなく、共同体の価値の共有を称えるということが目的とされている。その後欧州の歌は、欧州評議会と欧州連合の両方の公式の場において演奏されている。
「歓喜の歌」のほかにも汎ヨーロッパ主義のものとされるクラシックの楽曲が挙げられている。EBU（欧州放送連合）は連合の曲として、マルカントワーヌ・シャルパンティエのテ・デウム序曲を使用しており、ユーロビジョン・ソング・コンテストの前後に演奏されている。
UEFAチャンピオンズリーグでは1992年から、試合開始前に、アンセムを演奏している。このアンセムは、ゲオルク・フリードリヒ・ヘンデルが作曲したジョージ2世の戴冠式アンセムの「司祭ザドク」を編曲したものである。

## ヨーロッパ・デー

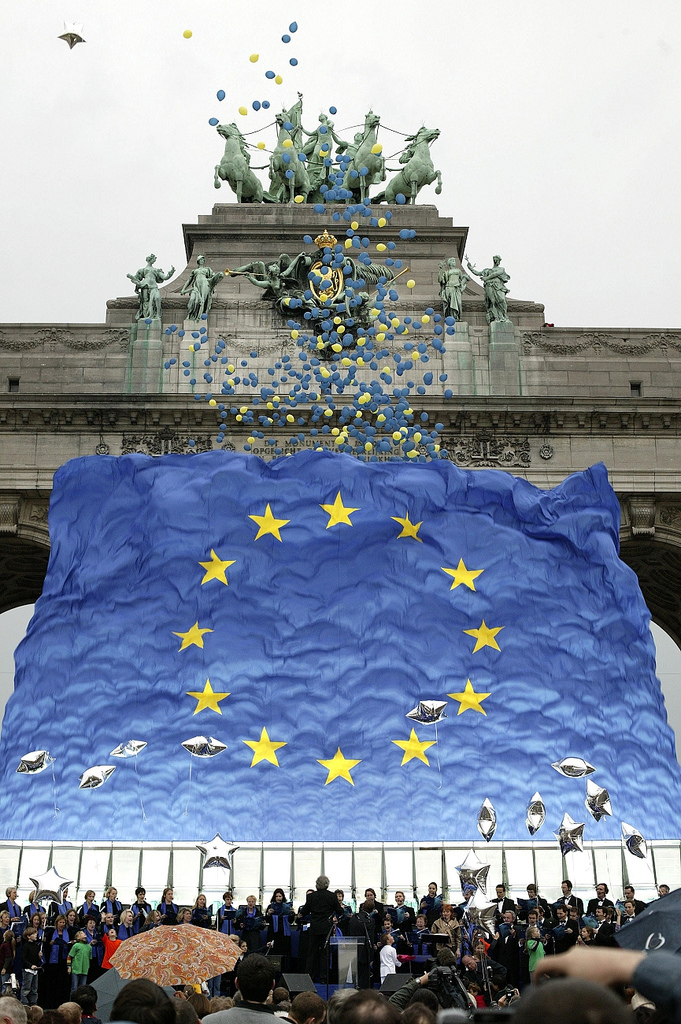
ブリュッセルのサンカントネール公園で行われた2006年のヨーロッパ・デー祝賀式典

ヨーロッパをたたえるヨーロッパ・デー（ヨーロッパの日）は欧州評議会と欧州連合とで5月5日と5月9日とで異なっている。1950年5月9日、フランスと西ドイツの石炭・鉄鋼産業の共同管理をうたった「シューマン宣言」が発表された。このシューマン宣言の発表はその後の欧州連合の設立の瞬間とされ、1985年にミラノで開かれた欧州理事会において5月9日をフラッグ・デーとして採択した。欧州評議会は1949年5月5日に設立されたことから、5月5日を欧州評議会のヨーロッパ・デーに選んだ。欧州評議会がヨーロッパ・デーを定めたのは1964年のことだったが、一部のヨーロッパ人の間では5月9日の方をヨーロッパ・デーであるとしている。これは欧州評議会が人権、議会制民主主義、法の支配を擁護する役割を持っているのに対して、シューマン宣言は単にフランスとドイツの石炭・鉄鋼の共同管理を提唱したものに過ぎないという考え方によるものである。また旧ソビエト連邦諸国では5月9日を第二次世界大戦が終結した戦勝記念日としている。

## 欧州連合
欧州評議会で採択されたシンボルは、ヨーロッパ・デーで若干の違いはあるが欧州連合においても用いられている。しかしながら以下に挙げるものは欧州連合が独自に決定・使用しているもので欧州評議会では用いられていないものである。

### 標語
| ブルガリア語:   | Единни в многообразието      |
| スペイン語:     | Unidos en la diversidad      |
| チェコ語:       | Jednota v rozmanitosti       |
| デンマーク語:   | Forenet i mangfoldighed      |
| ドイツ語:       | In Vielfalt geeint           |
| エストニア語:   | Ühinenud mitmekesisuses      |
| ギリシア語:     | Ενότητα στην πολυµορφία      |
| 英語:           | United in diversity          |
| フランス語:     | Unie dans la diversité       |
| アイルランド語: | Aontaithe san éagsúlacht     |
| イタリア語:     | Uniti nella diversità        |
| ラトビア語:     | Vienotība dažādībā           |
| リトアニア語:   | Vienybė įvairiškume          |
| ハンガリー語:   | Egység a sokféleségben       |
| マルタ語:       | Magħqudin fid-diversità      |
| オランダ語:     | Eenheid in verscheidenheid   |
| ポーランド語:   | Jedność w różnorodności      |
| ポルトガル語:   | Unidos na diversidade        |
| ルーマニア語:   | Unitate în diversitate       |
| スロバキア語:   | Jednota v rozmanitosti       |
| スロベニア語:   | Združeni v različnosti       |
| フィンランド語: | Moninaisuudessaan yhtenäinen |
| スウェーデン語: | Förenade i mångfalden        |

「多様性における統一」（仮訳、ラテン語：In varietate concordia）は非公式なものではあるが2000年に欧州連合の標語として採択され、23すべての欧州連合の公用語とラテン語に翻訳されている。「多様性における統一」はウェブサイト www.devise-europe.org（閉鎖）において募集され、学生が応募した中から選ばれたものであり、当時の欧州議会議長ニコル・フォンテーヌが承認したものである。「多様性における統一」は発効が断念された欧州憲法条約においてうたわれていたが、その後も欧州連合の公式ウェブサイトにおいて記載されている。

### ユーロとユーロ記号

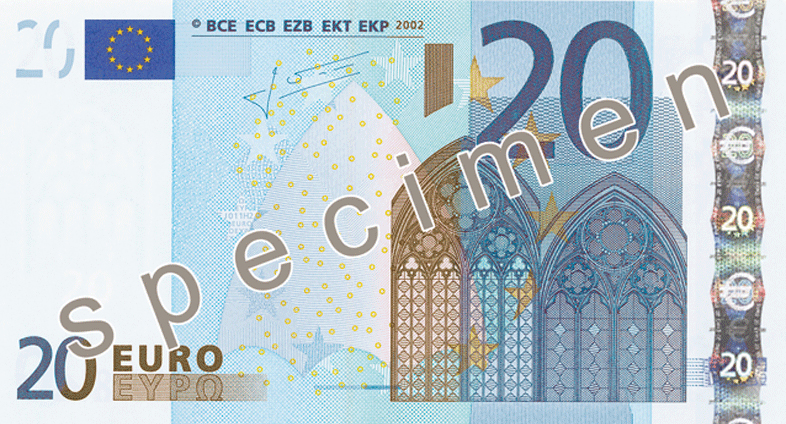
ユーロは欧州統合のシンボルでももっとも目に触れられる機会が多いものである。

ユーロは欧州評議会が採択したものではなく欧州連合が導入したシンボルであり、2002年に従来の12か国の通貨と置き換えられたものである。ユーロはほとんどの欧州連合加盟国で使用されており、ユーロとユーロ記号は欧州連合の市民にとって欧州統合の最も目に触れる機会が多いシンボルの1つとなっている。

### 議長国ロゴ
1990年代以降、欧州連合理事会議長国はその任期である6か月の間、独自のロゴを作成・使用している。

## 近年のできごと
| 「                          | （日本語仮訳）ベルギー、ブルガリア、ドイツ、ギリシャ、スペイン、イタリア、キプロス、リトアニア、ルクセンブルク、ハンガリー、マルタ、オーストリア、ポルトガル、ルーマニア、スロヴェニア、スロヴァキアは、青地に12個の金色に輝く星環が描かれた旗、ルートヴィヒ・ヴァン・ベートーヴェンの交響曲第9番から「歓喜の歌」を基にした曲、「多様性における統一」という標語、欧州連合の通貨であるユーロ、5月9日のヨーロッパ・デーはこれらの国にとって、欧州連合における市民共同体の意義と、欧州連合に対するこれらの国の恭順を表現するものであり続けることを宣言する。 | 」 |
| —リスボン条約付属第52宣言書 | |    |

シンボルについてのリスボン条約付属宣言書に署名した国（濃い青）

発効が断念された欧州憲法条約では旗、標語、歌、ユーロが欧州連合の正式なシンボルとして法文化されることになっていた。その代替策であるリスボン条約ではシンボルについて触れられておらず、ただユーロのみが連合における正式な通貨として言及されている。しかしながらリスボン条約でシンボルについての規定が削除されたにもかかわらず、欧州連合のシンボルは従来と変わらず用いられている。イギリスのような一部の国では国旗を法的な形で採択していないが、事実上の国旗として使っているところもある。
シンボルについてはリスボン条約の本文中で言及されていないが、16の加盟国による旗などのシンボルに関する宣言書ではリスボン条約の最終規定で旗、歌、標語、通貨、ヨーロッパ・デーについて「欧州連合における市民共同体の意義と、欧州連合に対するこれらの国の恭順を表現するものであり続ける」とうたっている。
欧州議会はリスボン条約からシンボルについての規定が削除されたことに反対しているが、議会はシンボルの使用を率先するべきだという欧州議会議員ヨー・ライネンの提言を受けて、欧州旗などのシンボルを議会においてより多くの機会で使うという提案を支持している。2008年9月に欧州議会の憲法問題委員会はシンボルをより適切に使用するための議院規程の改定を提案した。その内容は、本会議場に限らずすべての会議室や公式の場において欧州旗を掲揚する、選挙直後の議会召集および本会議の開会時に欧州の歌を演奏する、すべての議会文書に標語を印字する、議会でヨーロッパ・デーを正式に認証する、というものである。2008年10月8日にこの案件は賛成503、反対96（棄権15）で可決された。

## ほかの機関

欧州石炭鉄鋼共同体の旗

欧州評議会または欧州連合と同じシンボルを採択していない、あるいはそのシンボルから派生したものを使用する汎ヨーロッパ機関がほかにもある。欧州諸共同体の最初の共同体である欧州石炭鉄鋼共同体の旗は欧州旗とほぼ同時期に作成され、星や色が同じものが使われたがまったく異なるデザインとなった。
ヨーロッパの防衛組織である西欧同盟の旗は欧州旗に由来するものであるが、独自の変更が加えられている。ライン川航行中央委員会は欧州評議会や欧州連合などよりも以前から存在するが、デザインは異なるものの同委員会の旗も青色や星環が使われている。